# Walter Frankenstein

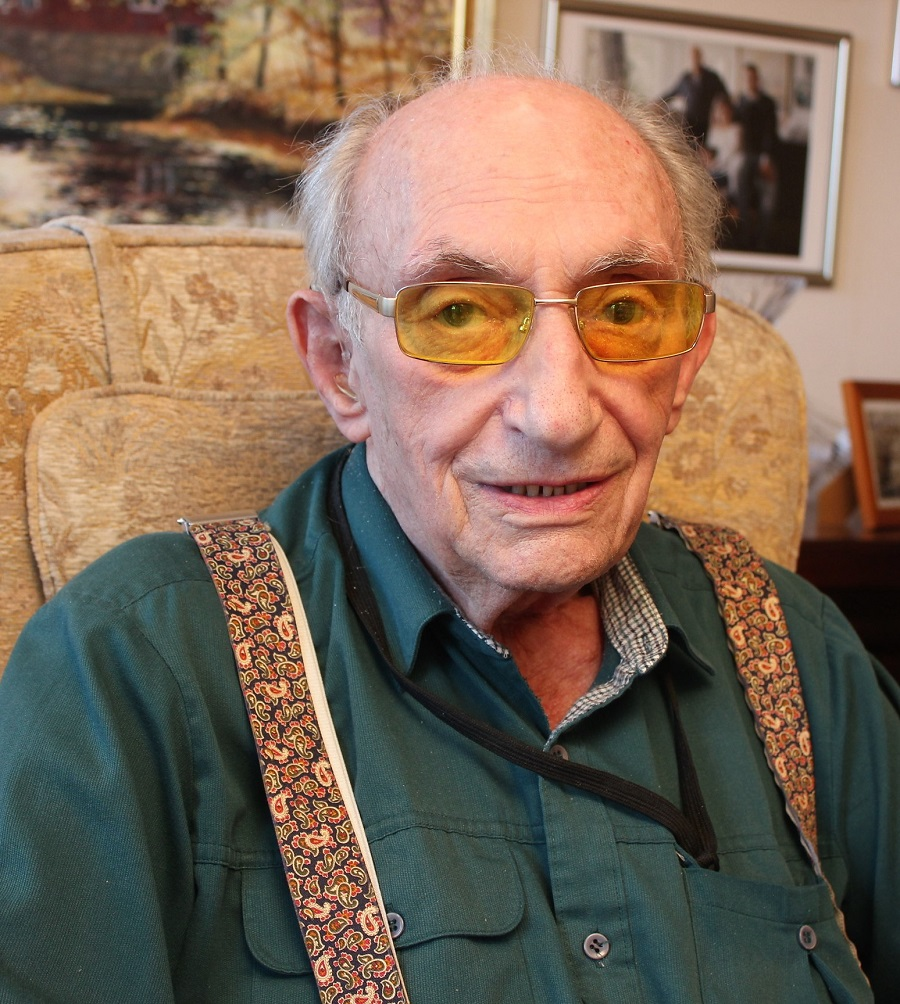
Walter Frankenstein (2019)

Walter Frankenstein (* 30. Juni 1924 in Flatow, Grenzmark Posen-Westpreußen; † 21. April 2025 in Stockholm) war ein im Deutschen Reich geborener schwedischer Ingenieur und Überlebender des Holocausts.

## Leben
Frankenstein wurde in Flatow geboren. Nach dem Tod seines Vaters im Jahr 1929 wurde er von seinem Onkel, dem Arzt Selmer Frankenstein, aufgezogen. Bis zu seinem 12. Lebensjahr besuchte er die Schule, die er jedoch aufgrund antijüdischer Verordnungen der Nationalsozialisten abbrechen musste. Er erwähnte, dass er mit seinem Onkel die Olympischen Sommerspiele 1936 in Berlin besuchte und miterlebte, wie Jesse Owens mehrere Medaillen gewann. Seit dieser Zeit war er auch Fan des Fußballvereins Hertha BSC. Die Novemberpogrome 1938 erlebte er in einem Auerbachschen Waisenhaus.
Nachdem er von der Deportation seiner Verwandten gehört hatte, nahm Frankenstein seinen Davidstern ab und versteckte sich vor der Gestapo. Am 20. Februar 1942 heiratete er Leonie Rosner, mit der er einen Sohn, Peter-Uri, hatte. Nach der Deportation von Leonies Mutter blieb sie mit Walter in den Ruinen von Berlin und musste immer wieder umziehen, um nicht entdeckt zu werden, bis die Stadt im Mai 1945 befreit wurde. Nach Kriegsende wanderte seine Frau nach Palästina aus; Walter musste jedoch in Bayern bleiben und wurde mit der Ausbildung von Jungen in der Leibeserziehung beauftragt. Nachdem er in Frankreich beim Wiederaufbau des Dampfschiffs San Dimitro geholfen hatte, verließ er an Deck dieses Schiffs am 19. Oktober 1946 Marseille, obwohl Großbritannien die Auswanderung nach Palästina beschränkte. Das Schiff wurde von der Besatzung eines britischen Zerstörers entdeckt und geentert. Das Schiff wurde nach Haifa gebracht; die jüdische Besatzung wurde jedoch nach Britisch-Zypern beordert.
Die wiedervereinigte Familie Frankenstein musste in einer kleinen Wohnung in Chadera in Israel leben. Walter fand eine Arbeit als Fliesenleger und gründete kurz darauf sein eigenes Unternehmen. Nachts wurde er oft zur Haganah gerufen, um am Schutz jüdische Ortschaften vor arabischen Angriffen teilzunehmen. Als der Staat Israel 1948 gegründet wurde, wurde Frankenstein eingezogen und nahm am Unabhängigkeitskrieg teil. Nach den Waffenstillstandsabkommen von 1949 arbeitete Frankenstein an Bewässerungsgräben in Kibbuzim und an Rohrleitungen am Toten Meer. Die Arbeit forderte jedoch ihren Tribut, und 1956 beschloss die Familie, nach Nordeuropa zu ziehen.
Walter Frankenstein hatte Kontakt zu seinem Jugendfreund Rolf Rothschild, ein Bauingenieur und schwedischer Staatsbürger, gehalten. Die Familie Frankenstein reiste daher nach Stockholm, wo sie in Bandhagen eine Wohnung fand. 1964 begann Frankenstein zu studieren, machte sein Abitur und wurde 1970 Bauingenieur. Er fand Arbeit als Bauplaner und arbeitete dann als Materialprüfer in Kernkraftwerken in Schweden und Finnland.
Frankenstein starb am 21. April 2025 in Stockholm im Alter von 100 Jahren.

## Vermächtnis
Frankenstein wurde am 30. Juni 2014 mit dem Bundesverdienstkreuz ausgezeichnet. Er half bei der Schaffung einer Reihe von Gedenkstätten in ganz Deutschland, darunter eine Gedenktafel an Edith Hirschfeldt-Berlows Wohnhaus in Berlin-Schöneberg. Berlow half der Familie, sich während ihrer Zeit in Berlin zu verstecken; sie war Mitglied der Gemeinschaft für Frieden und Aufbau.